# Аль-Марджан (острови)
25°40′19″ пн. ш. 55°44′26″ сх. д. / 25.67185556° пн. ш. 55.74068056° сх. д.
Аль-Марджа́н (араб. جزيرة المرجان) — штучний архіпелаг у Перській затоці, що складається з чотирьох намивних островів, розташований в еміраті Рас-ель-Хайма. Належить компанії Al Marjan Island LLC. Острови є популярним місцем серед туристів. В 2014 році їх відвідало понад сто тисяч чоловік.

## Історія
З 2013 року є повністю облаштованим житловим районом, що розвивається за рахунок туристичної індустрії, а також використання прилеглих до них об'єктів інфраструктури. Зі ста тисяч відвідувачів островів в 2014 році 23 % склали жителі ОАЕ. Велику частину туристів, що приїжджають в Рас-ель-Хайма, складають жителі Росії, Східної Європи та Великої Британії. Туристична індустрія виробляє близько 20 % ВВП емірату.
Наприкінці 2020-х планується розвиток островів за рахунок іноземних інвестицій в розмірі 19 мільярдів дирхамів, що приверне близько 20 тисяч туристів. На островах знаходиться 45 % від загальної кількості п'ятизіркових номерів в еміраті, зосереджених в готелях компаній Rixos, Bab Al Bahr, Hilton, Al Marjan Island Hotel & Spa тощо.
Проект по організації футбольного курорту на островах, спонсований ФК Реал Мадрид було закрито наприкінці 2013 року через припинення фінансування. Уряд емірату веде переговори з іншими інвесторами для відновлення проекту.
Інвестиційна привабливість островів полягає в тому, що на їх території діє режим вільної економічної зони — відсутність особистих і прибуткових податків, 100 % -ва іноземна власність і репатріація капіталу.

## Географія

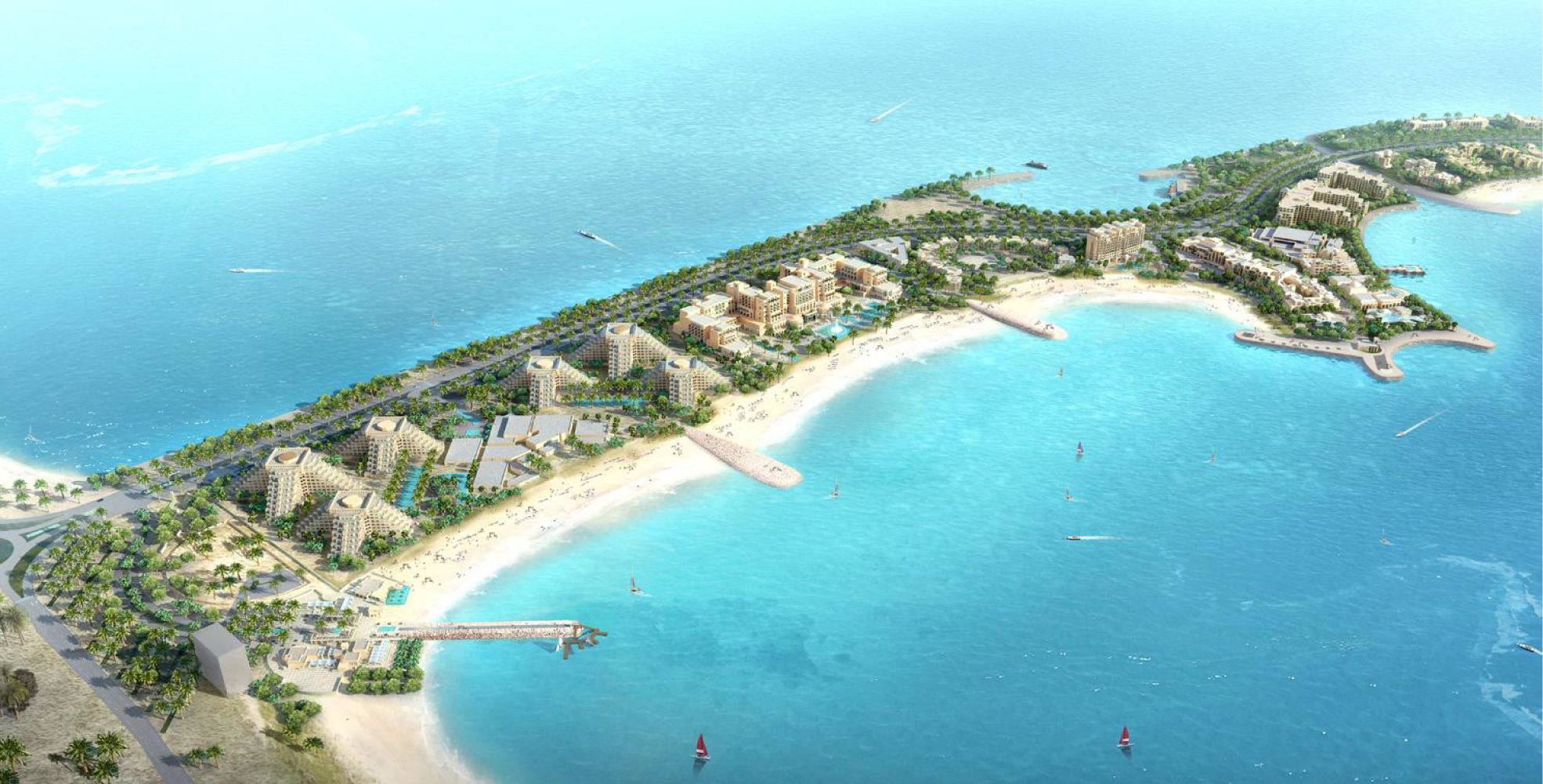
Острів Бризу
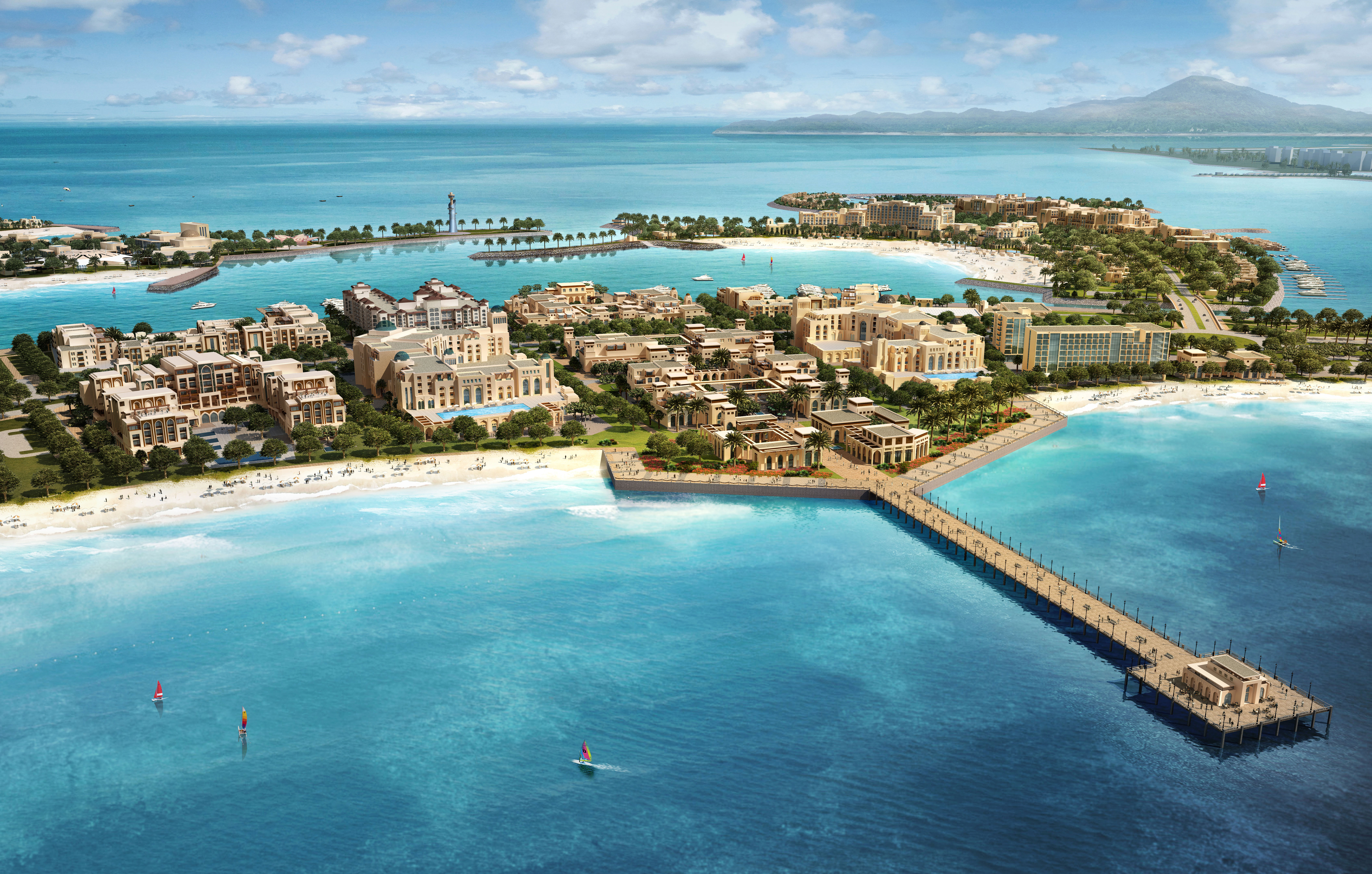
Острів Скарбів
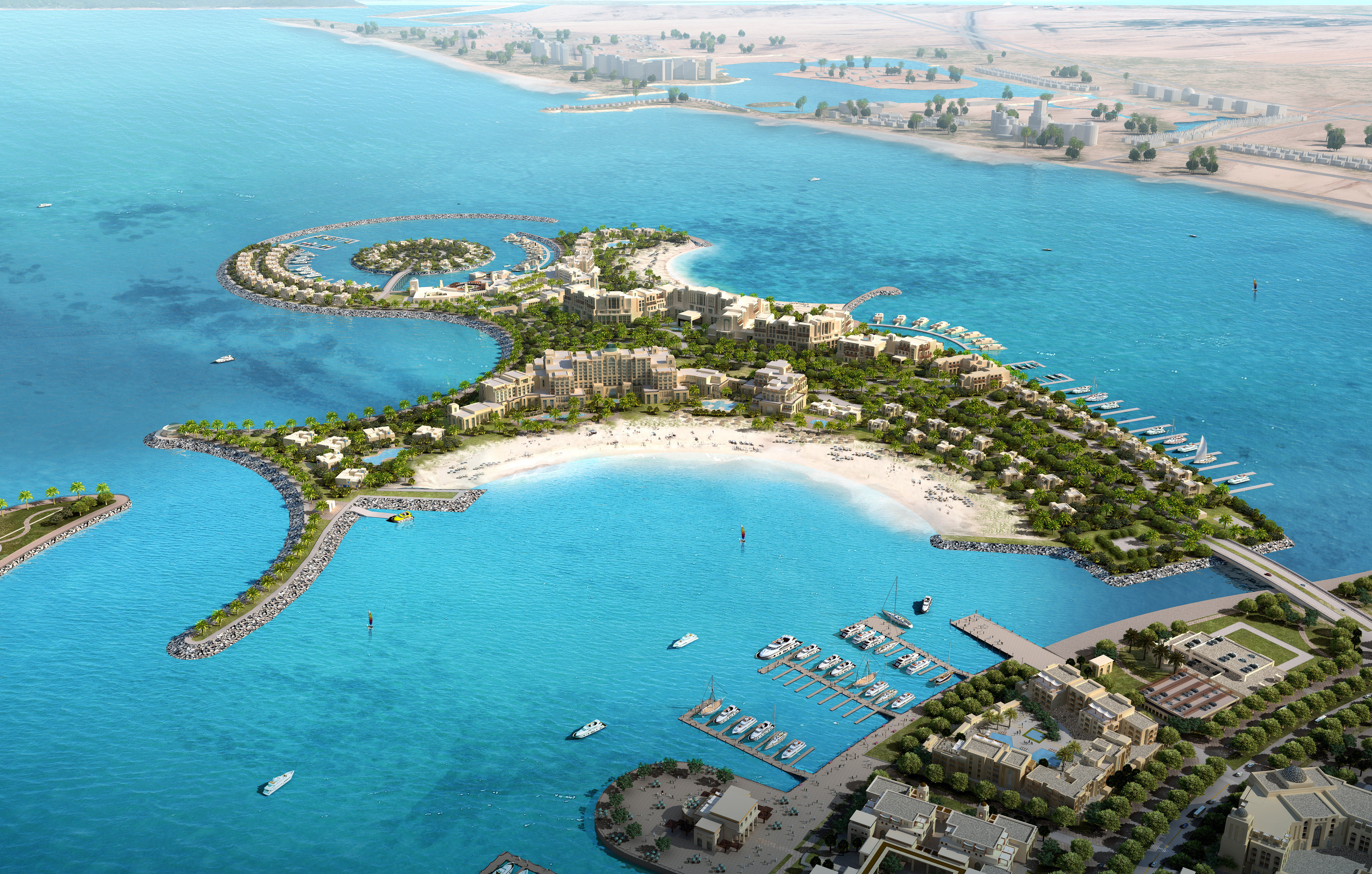
Острів Мрії
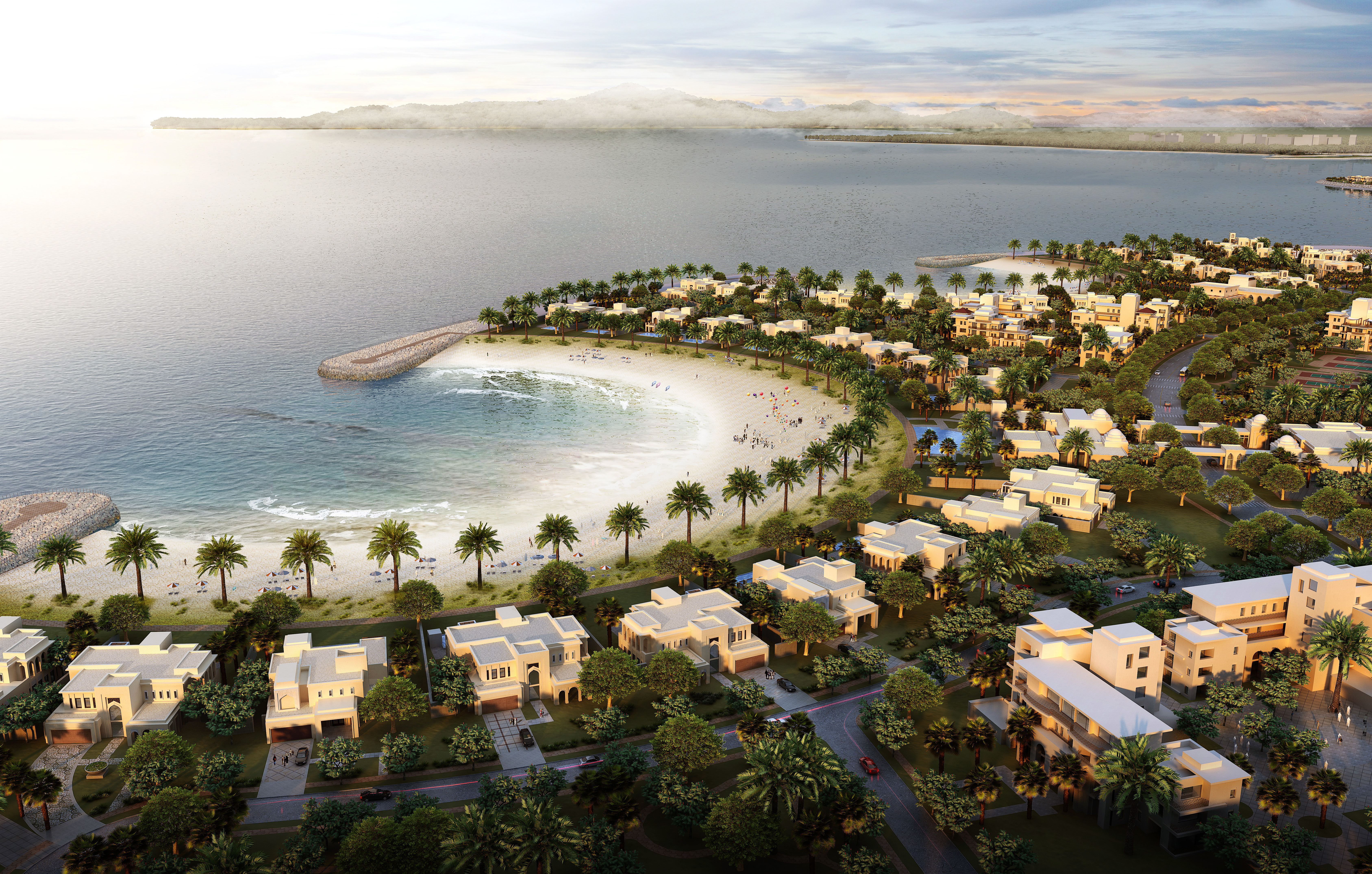
Острів Панорами

Архіпелаг складається з острова Бризу, острова Скарбів, острова Мрії і острова Панорами. З боку берега материка його оточують мангрові зарості та дві великі гори Яніс і Джаїс. Він вдається на 4,5 км у море і займає площу 2 700 000 м². На острові Бризу розташовано декілька готелів, крамниці, дитячий майданчик і двокілометрова набережна. Острів Скарбів має площу 230 тис. м². На ньому розташовано декілька курортів, в тому числі Marjan Island Resort & Spa, а також дорога вздовж набережної. Острів Мрії має великий пляж, декілька готелів і клубів, розташованих поблизу пятикилометрової набережної. Острів Панорами площею 460 тис. м² має декілька курортів, клубів і готелів.